# Route de France féminine 2015
La Route de France féminine 2015, nona edizione della corsa, si svolse dal 9 al 15 agosto 2015 su un percorso di 650 km suddivisi in 6 tappe più un prologo iniziale, con partenza da Enghien-les-Bains e arrivo a Guebwiller, in Francia. La corsa fu vinta dall'italiana Elisa Longo Borghini, davanti alla statunitense Amber Neben e alla tedesca Claudia Lichtenberg.

## Tappe
| Tappa  | Data      | Percorso                                                  | km    | Vincitore di tappa   | Leader cl. generale  |
| ------ | --------- | --------------------------------------------------------- | ----- | -------------------- | -------------------- |
| Prol.  | 9 agosto  | Enghien-les-Bains > Enghien-les-Bains (Cron. individuale) | 3     | Amy Pieters          | Amy Pieters          |
| 1ª     | 10 agosto | Avon > Briare                                             | 109,2 | Lucy Garner          | Amy Pieters          |
| 2ª     | 11 agosto | Villemandeur > Bourges                                    | 118   | Giorgia Bronzini     | Amy Pieters          |
| 3ª     | 12 agosto | Nevers > Avallon                                          | 113,3 | Elisa Longo Borghini | Elisa Longo Borghini |
| 4ª     | 13 agosto | Autun > Louhans                                           | 103   | Loren Rowney         | Elisa Longo Borghini |
| 5ª     | 14 agosto | Vesoul > Planche des Belles Filles                        | 87,4  | Elisa Longo Borghini | Elisa Longo Borghini |
| 6ª     | 15 agosto | Soultzmatt > Guebwiller                                   | 116,4 | Giorgia Bronzini     | Elisa Longo Borghini |
| Totale | Totale    | Totale                                                    | 650   |                      |                      |

## Squadre partecipanti
Alla Route de France féminine 2015 partecipano 16 squadre composte da 6 corridori per un totale di 92 cicliste al via. Alle 13 squadre UCI Elite presenti, si aggiunge la partecipazione di selezioni nazionali di Francia, Australia e Russia.
| N.    | Cod. | Squadra                            |
| ----- | ---- | ---------------------------------- |
| 1-6   | TLP  | Team Liv-Plantur                   |
| 11-16 | WHT  | Wiggle-Honda                       |
| 21-26 | HPU  | Hitec Products                     |
| 31-36 | OPW  | Optum p/b Kelly Benefit Strategies |
| 41-46 | LBL  | Lotto-Soudal Ladies                |
| 51-56 | FUR  | Poitou-Charentes.Futuroscope.86    |
| 61-68 | ASA  | Astana-Acca Due O                  |
| 71-76 | ISG  | Inpa Sottoli Giusfredi             |

| N.      | Cod. | Squadra                         |
| ------- | ---- | ------------------------------- |
| 81-86   | BTC  | BTC City Ljubljana              |
| 91-96   | BPK  | BePink-LaClassica               |
| 101-106 | LTK  | Lointek                         |
| 111-116 | BZK  | Bizkaia-Durango                 |
| 121-126 | FRA  | Selezione nazionale francese    |
| 131-136 | VLL  | Topsport Vlaanderen-ProDuo      |
| 141-146 | RUS  | Selezione nazionale russa       |
| 151-156 | AUS  | Selezione nazionale australiana |

## Dettaglio delle tappe

### Prologo
- 9 agosto: Enghien-les-Bains > Enghien-les-Bains – Cronometro individuale – 3 km

Risultati
| Pos. | Corridore     | Squadra     | Tempo |
| ---- | ------------- | ----------- | ----- |
| 1    | Amy Pieters   | Liv-Plantur | 3'39" |
| 2    | Eugenia Bujak | BTC City    | a 2"  |
| 3    | Brianna Walle | Optum       | a 3"  |

| Pos. | Corridore     | Squadra     | Tempo |
| ---- | ------------- | ----------- | ----- |
| 1    | Amy Pieters   | Liv-Plantur | 3'39" |
| 2    | Eugenia Bujak | BTC City    | a 2"  |
| 3    | Brianna Walle | Optum       | a 3"  |

### 1ª tappa
- 10 agosto: Avon > Briare – 109,2 km

Risultati
| Pos. | Corridore         | Squadra      | Tempo    |
| ---- | ----------------- | ------------ | -------- |
| 1    | Lucy Garner       | Liv-Plantur  | 2h47'49" |
| 2    | Annette Edmondson | Wiggle       | s.t.     |
| 3    | Roxane Fournier   | Poitou-Char. | s.t.     |

| Pos. | Corridore     | Squadra     | Tempo    |
| ---- | ------------- | ----------- | -------- |
| 1    | Amy Pieters   | Liv-Plantur | 2h51'28" |
| 2    | Eugenia Bujak | BTC City    | a 3"     |
| 3    | Brianna Walle | Optum       | a 4"     |

### 2ª tappa
- 11 agosto: Villemandeur > Bourges – 118 km

Risultati
| Pos. | Corridore        | Squadra        | Tempo    |
| ---- | ---------------- | -------------- | -------- |
| 1    | Giorgia Bronzini | Wiggle-Honda   | 2h59'41" |
| 2    | Amy Pieters      | Liv-Plantur    | s.t.     |
| 3    | Kimberley Wells  | Sel. Australia | s.t.     |

| Pos. | Corridore         | Squadra      | Tempo    |
| ---- | ----------------- | ------------ | -------- |
| 1    | Amy Pieters       | Liv-Plantur  | 5h50'28" |
| 2    | Eugenia Bujak     | BTC City     | a 3"     |
| 3    | Annette Edmondson | Wiggle-Honda | a 4"     |

### 3ª tappa
- 12 agosto: Nevers > Avallon – 113,3 km

Risultati
| Pos. | Corridore            | Squadra      | Tempo    |
| ---- | -------------------- | ------------ | -------- |
| 1    | Elisa Longo Borghini | Wiggle-Honda | 3h06'17" |
| 2    | Eugenia Bujak        | BTC City     | a 13"    |
| 3    | Brianna Walle        | Optum        | s.t.     |

| Pos. | Corridore            | Squadra      | Tempo    |
| ---- | -------------------- | ------------ | -------- |
| 1    | Elisa Longo Borghini | Wiggle-Honda | 8h57'09" |
| 2    | Amy Pieters          | Liv-Plantur  | a 2"     |
| 3    | Eugenia Bujak        | BTC City     | a 5"     |

### 4ª tappa
- 13 agosto: Autun > Louhans – 103 km

Risultati
| Pos. | Corridore         | Squadra      | Tempo    |
| ---- | ----------------- | ------------ | -------- |
| 1    | Loren Rowney      | Australia    | 2h32'31" |
| 2    | Annette Edmondson | Wiggle-Honda | s.t.     |
| 3    | Roxane Fournier   | Poitou-Char. | a 1"     |

| Pos. | Corridore            | Squadra      | Tempo     |
| ---- | -------------------- | ------------ | --------- |
| 1    | Elisa Longo Borghini | Wiggle-Honda | 11h29'43" |
| 2    | Amy Pieters          | Liv-Plantur  | a 4"      |
| 3    | Eugenia Bujak        | BTC City     | a 7"      |

### 5ª tappa
- 14 agosto: Vesoul > Planche des Belles Filles – 87,4 km

Risultati
| Pos. | Corridore            | Squadra      | Tempo    |
| ---- | -------------------- | ------------ | -------- |
| 1    | Elisa Longo Borghini | Wiggle-Honda | 2h42'12" |
| 2    | Amber Neben          | BePink       | a 45"    |
| 3    | Claudia Lichtenberg  | Liv-Plantur  | a 1'03"  |

| Pos. | Corridore            | Squadra      | Tempo     |
| ---- | -------------------- | ------------ | --------- |
| 1    | Elisa Longo Borghini | Wiggle-Honda | 14h11'54" |
| 2    | Amber Neben          | BePink       | a 1'10"   |
| 3    | Claudia Lichtenberg  | Liv-Plantur  | a 1'18"   |

### 6ª tappa
- 15 agosto: Soultzmatt > Guebwiller – 116,4 km

Risultati
| Pos. | Corridore        | Squadra      | Tempo    |
| ---- | ---------------- | ------------ | -------- |
| 1    | Giorgia Bronzini | Wiggle-Honda | 3h04'52" |
| 2    | Loren Rowney     | Australia    | s.t.     |
| 3    | Amy Pieters      | Liv-Plantur  | s.t.     |

| Pos. | Corridore            | Squadra      | Tempo     |
| ---- | -------------------- | ------------ | --------- |
| 1    | Elisa Longo Borghini | Wiggle-Honda | 17h16'41" |
| 2    | Amber Neben          | BePink       | a 1'10"   |
| 3    | Claudia Lichtenberg  | Liv-Plantur  | a 1'18"   |

## Classifiche finali

### Classifica generale
| Pos. | Corridore            | Squadra      | Tempo     |
| ---- | -------------------- | ------------ | --------- |
| 1    | Elisa Longo Borghini | Wiggle-H.    | 17h16'41" |
| 2    | Amber Neben          | BePink       | a 1'10"   |
| 3    | Claudia Lichtenberg  | Liv-Plantur  | a 1'18"   |
| 4    | Carlee Taylor        | Lotto-Soudal | a 2'18"   |
| 5    | Tetjana Rjabčenko    | Inpa Sottoli | a 2'21"   |
| 6    | Polona Batagelj      | BTC City     | a 2'31"   |
| 7    | Jenelle Crooks       | Australia    | a 2'56"   |
| 8    | Eugenia Bujak        | BTC City     | a 3'23"   |
| 9    | Brianna Walle        | Optum        | a 3'38"   |
| 10   | Jessie Daams         | Lotto-Soudal | a 4'11"   |

### Classifica scalatrici
| Pos. | Corridore            | Squadra      | Punti |
| ---- | -------------------- | ------------ | ----- |
| 1    | Tetjana Rjabčenko    | Inpa Sottoli | 42    |
| 2    | Elisa Longo Borghini | Wiggle-Honda | 40    |
| 3    | Brianna Walle        | Optum        | 27    |

### Classifica giovani
| Pos. | Corridore          | Squadra   | Tempo     |
| ---- | ------------------ | --------- | --------- |
| 1    | Jenelle Crooks     | Australia | 17h19'43" |
| 2    | Eider Merino       | Lointek   | a 3'39"   |
| 3    | Carolina Rodríguez | Astana    | a 4'47"   |